# ホセ・マヌエル・デ・ラ・トーレ
ホセ・マヌエル・デ・ラ・トーレ（José Manuel de la Torre、1965年11月13日 - ）は、メキシコ・ハリスコ州・グアダラハラ出身の元サッカー選手、現サッカー指導者。現役時代のポジションは攻撃的ミッドフィールダー。チェポ (Chepo) というニックネームで呼ばれることが多い。

## 選手経歴
チェポはチーバス・グアダラハラの下部組織出身であり、プレーしたすべてのチームで重要な選手となった。1984年にチーバスのトップチームに昇格すると、1986-87シーズンにはエスタディオ・ハリスコでクルス・アスルを下してプリメーラ・ディビシオン優勝を決めた。1987年にはメキシコ代表デビューを飾り、1991年6月30日に行なわれたCONCACAFゴールドカップ・グループリーグのカナダ代表戦で初得点を挙げた。1992年までに28試合に出場し、1994 FIFAワールドカップ・北中米カリブ海予選の2次予選で2得点したが、FIFAワールドカップ本大会には一度も出場していない。1988-89シーズンはスペインのレアル・オビエドでプレーし、32試合に出場して8得点を挙げている。1989年にメキシコに戻るとプエブラFCと契約し、プリメーラ・ディビシオンとコパ・メヒコで優勝。1980年代末期から1990年代初期にかけてのプエブラの黄金期の一翼を担った。その後はクルス・アスル、古巣チーバス、UANLティグレス、クルブ・ネカクサでプレーし、1999年に現役引退した。

## 指導者経歴

### CDグアダラハラ
2005年、選手時代の古巣チーバス・グアダラハラの監督に就任。アペルトゥーラ2006のレギュラーシーズンは8位だったが、リギージャ（プレーオフ）ではティブロネス・ロホス・デ・ベラクルス（レギュラーシーズン9位）、デポルティーボ・トルーカFC（4位）、クルス・アスル（1位）、クラブ・アメリカ（3位）、トルーカ（2度目）を次々と下し、チームにとって11度目の優勝を決めた。この時チェポ自身は40歳27日であり、優勝回数ランキングでチーバスを単独首位に押し上げるとともに、過去10年間でもっとも若い優勝監督となった。

### デポルティーボ・トルーカFC
2008年中頃、デポルティーボ・トルーカFCの監督に就任。アペルトゥーラ2008は低調な出だしだったが、シーズンが進むにつれてプレーが改善され、最後の5試合は4勝1分で勝ち点13を獲得した。全体2位でリギージャに進み、リギージャではUAG、サントス・ラグナ、クルス・アスルを倒して優勝を決めた。ビセンテナリオ2010ではレギュラーシーズン3位でリギージャに進み、リギージャではアメリカ、CFパチューカを下して決勝に駒を進めた。決勝のサントス・ラグナ戦は2試合を終えて2-2の同点となったが、PK戦を4-3で制して優勝を決めた。

### メキシコ代表
2010年10月18日、アペルトゥーラ2010終了後にチェポがメキシコ代表監督に就任することが発表された。初采配試合は2011年2月9日のボスニア・ヘルツェゴビナとの親善試合であり、メキシコは2-0で勝利した。就任後初の大会は2011 CONCACAFゴールドカップであり、初戦のエルサルバドル代表戦には5-0で大勝。グループリーグでは3連勝（14得点1失点）で決勝トーナメント進出を決め、準々決勝ではグアテマラ代表を、準決勝ではホンジュラス代表を、決勝ではアメリカ代表を4-2で下して優勝を決めた。10月11日、ブラジル代表との親善試合(1-2)で就任後初の敗北を喫した。
2013年6月にはFIFAコンフェデレーションズカップに出場。初戦のイタリア代表戦ではハビエル・エルナンデスがPKで得点したが、アンドレア・ピルロとマリオ・バロテッリにゴールを決められて1-2で敗れ、多くの人々がチェポ監督下での代表の未来に疑問を抱いた。2戦目のブラジル代表戦にも0-2で敗れたが、最終戦の日本代表戦にはエルナンデスが2得点を挙げて2-1で勝利し、1勝2敗のグループ3位で大会を後にした。2013 CONCACAFゴールドカップでは初戦のパナマ代表戦に1-2で敗れたが、つづくカナダ代表戦とマルティニーク代表戦に勝利して2位で決勝トーナメント進出を決めた。準々決勝ではトリニダード・トバゴ代表に勝利したが、準決勝では再びパナマに敗れ、2005年以来初めて決勝進出を逃した。
2014 FIFAワールドカップ・北中米カリブ海予選でも指揮を執ったが、メキシコ代表は10戦中7戦を終えた段階で1勝5分1敗（4得点4失点）と低調な成績だった。ジャマイカ代表、コスタリカ代表、ホンジュラス、パナマなど、格下とも思える相手に勝利できなかったことが批判の対象となった。メキシコは前年のロンドンオリンピックで金メダルを獲得し、ジョバニ・ドス・サントスやハビエル・エルナンデスなど才能ある選手を擁しており、メキシコ国民はチェポ監督下での「前例のない崩壊」に驚いた。9月6日にはエスタディオ・アステカで行なわれたホンジュラス戦に敗れ、ホームで行なわれたFIFAワールドカップ予選77試合で2度目の敗北となった。ホンジュラス戦後、チェポは「代表の改善計画は順調に進んでいる」という趣旨の無理ある釈明を行なってファンをあきれさせた。メキシコのメディアは代表チームに「緑のネズミ」（緑はユニフォームカラー）という烙印を押し、過去20年間で初めてFIFAワールドカップ本大会出場を逃す危機に立っていると書いた。2013年9月7日、チェポはメキシコサッカー連盟のフスティーノ・コンペアン会長によって解任され、アメリカ戦は1試合限りの契約でルイス・フェルナンド・テナが指揮を執った。その後はビクトル・マヌエル・ブセティッチ監督が2試合の指揮を執ったが、大陸間プレーオフ前に解任され、大陸間プレーオフはミゲル・エレーラ監督が指揮を執った。

## タイトル

### 選手
- チーバス・グアダラハラ

プリメーラ・ディビシオン (1) : 1986-87
- プエブラFC

プリメーラ・ディビシオン (1) : 1989-90
コパ・メヒコ (1) : 1990
- UANLティグレス

コパ・メヒコ (1) : 1995-96

### 指導者
- チーバス・グアダラハラ

プリメーラ・ディビシオン (1) : アペルトゥーラ2006
- デポルティーボ・トルーカFC

プリメーラ・ディビシオン (2) : アペルトゥーラ2008, ビセンテナリオ2010
- メキシコ代表

CONCACAFゴールドカップ (1) : 2011

### 個人
- プリメーラ・ディビシオン シーズン最優秀監督賞 (3) : アペルトゥーラ2006, アペルトゥーラ2008, ビセンテナリオ2010

## 個人成績

### 代表での得点
| #  | 日時           | 場所           | 対戦相手       | スコア | 最終結果 | 大会                                        |
| -- | -------------- | -------------- | -------------- | ------ | -------- | ------------------------------------------- |
| 1. | 1991年6月30日  | ロサンゼルス   | カナダ         | 2–0    | 3–1      | 1991 CONCACAFゴールドカップ                 |
| 2. | 1991年12月4日  | レオン         | ハンガリー     | 3–0    | 3–0      | 親善試合                                    |
| 3. | 1992年3月8日   | メキシコシティ | CIS            | 2–0    | 4–0      | 親善試合                                    |
| 4. | 1992年10月7日  | ロサンゼルス   | エルサルバドル | 1–0    | 2–0      | 親善試合                                    |
| 5. | 1992年11月15日 | メキシコシティ | ホンジュラス   | 1–0    | 2–0      | 1994 FIFAワールドカップ・北中米カリブ海予選 |
| 6. | 1992年11月22日 | メキシコシティ | コスタリカ     | 4–0    | 4–0      | 1994 FIFAワールドカップ・北中米カリブ海予選 |

### 指導者成績
2017年1月14日時点
| チーム                     | 就任      | 退任       | 記録 | 記録 | 記録 | 記録 | 記録   |
| 試合                       | 勝        | 分         | 敗   | 勝率 |      |      |        |
| -------------------------- | --------- | ---------- | ---- | ---- | ---- | ---- | ------ |
| チーバス・グアダラハラ     | 2006年    | 2007年     | 66   | 31   | 16   | 19   | 046.97 |
| デポルティーボ・トルーカFC | 2008年    | 2010年12月 | 104  | 49   | 34   | 21   | 047.12 |
| メキシコ代表               | 2011年1月 | 2013年9月  | 50   | 27   | 12   | 11   | 054.00 |
| チーバス・グアダラハラ     | 2014年    | 2015年     | 27   | 9    | 9    | 9    | 033.33 |
| サントス・ラグナ           | 2016年    | 2017年     | 17   | 4    | 7    | 6    | 023.53 |
| 通算                       | 通算      | 通算       | 238  | 111  | 69   | 58   | 046.64 |